# Distrito de Nyíregyháza
El distrito de Nyíregyháza (húngaro: Nyíregyházi járás) es un distrito húngaro perteneciente al condado de Szabolcs-Szatmár-Bereg.
A fecha de 2013 tenía 166 684 habitantes. Su capital es Nyíregyháza, que es también la capital del condado.

## Municipios
El distrito tiene 4 ciudades (en negrita), una de ellas con estatus de ciudad de derecho condal (la capital Nyíregyháza), y 11 pueblos
(población a 1 de enero de 2013):
- Apagy (2279)
- Kálmánháza (1905)
- Kótaj (4496)
- Nagycserkesz (1785)
- Napkor (3679)
- Nyíregyháza (118 185) – la capital
- Nyírpazony (3403)
- Nyírtelek (6730)
- Nyírtura (1774)
- Rakamaz (4512)
- Sényő (1414)
- Szabolcs (372)
- Timár (1345)
- Tiszanagyfalu (1826)
- Újfehértó (12 979)